# 罗克珊·盖伊
罗克珊·盖伊（Roxane Gay，1974年10月15日—） 是一位美国作家、教授、编辑和社会评论家以及纽约时报的特约评论作家 。
盖伊是她曾是普渡大學的副教授。  2018年，她离开普渡大学，成为耶鲁大学的客座教授。 她于2022年成為罗格斯大学的讲座教授。 